# Elpinike
Elpinice, död efter 440 f.Kr., var en adelsdam i det klassiska Aten. 
Hon var dotter till Miltiades d.y., tyrann i de grekiska koloninerna vid trakiska Chersonessos, och halvsyster till Cimon, en politiskt inflytelserik atenare.  Hon är känd från Plutarchos biografi om Perikles där hon vid två tillfällen förekommer i konflikt med denne. 
Grekiska lag tillåt äktenskap mellan syskon av olika kön om de hade olika mödrar. En del källor säger att Elpinice för en tid var gift med sin bror Cimon, men senare giftes bort med Callias, en av Atens rikaste män, som hade blivit förälskad i henne. Callias hade gjort äktenskapet med Elpinice villkoret för att betala de böter Cimon hade ärvt från syskonens far Miltiades.  Då Cimon anklagades för förräderi genom att ha accepterat mutor från kung Alexander I av Makedonien, lyckades Elpinice förhandla fram ett frikännande med Perikles. 
Då befolkningen på Samos gjorde uppror mot Aten år 440 f. Kr., besegrades de av Perikles som förklarade krig mot dem och bestraffade dem genom att förstöra deras stadsmurar, konfiskera deras skepp och tvinga dem att betala böter. Elpinice deltog inte i segerfesten utan företrädde ensam en avvikande stämma då hon påpekade att segern hade vunnits över den egna befolkningen snarare än över en verklig fiende som fenikierna eller mederna. Perikles ska då ha avfärdat kritiken med orden: "Som en gammal kvinna borde du inte smörja dig med oljor". Detta avfärdade hennes kritik som seriös samtidigt som det antydde att en kvinnas enda makt låg i sexualiteten. 
Elpinice hade ett förhållande med artisten Polygnotus av Thasos som använde henne som modell för sin avbildning av Laodice från Troja. Efter sin död begravdes hon hos sin egen familj och inte sin makes, vilket antyder ett fortsatt nära förhållande och lojalitet med brodern.